# Дадухепа
Дадухепа (также Дудухепа; fdu-u2-du-ḫi/e-pa, fda-a-du-ḫe2-pa, daduḫepa, duduḫepa) — хеттская царица (таваннанна), дочь Тушратты, супруга Тудхалии III, мать Тудхалии Младшего и Суппилулиумы I. Она пережила мужа и сохранила высокое положение при сыновьях. После её смерти титул таваннанны получила жена Суппилулиумы по имени Хенти. По мнению других исследователей, Дадухепа была первой женой Суппилулиумы I, матерью Арнуванда II и Мурсили II. Титул таваннанны носили не только жёны правителей, но и вдовствующие царицы-матери, что ставит под сомнение брак Дадухепы и Суппилулиумы.
Как и все царицы Нового царства Дадухепа носила хурритское имя, в котором заключено имя митаннийской богини Хепы.
Согласно фрагменту из Богазкёйского архива (KUB 26,91), дешифрованному Эмилем Форрером, Дадухепа происходила из Аххиявы и при Суппилулиуме была туда сослана. После этого она вернулась в Хатты. Приходилась тёткой правителю Аххиявы Антаравасу. Версия об изгнании и интерпретация Форрера считаются спекулятивными.